# Мещеряков, Сергей Григорьевич
Сергей Григорьевич Мещеряков (род. 13 июля 1959, Липецкая область, РСФСР, СССР) — советский и российский деятель налоговых органов и органов внутренних дел. Начальник Главного управления по налоговым преступлениям МВД России с июня 2003 по февраль 2005. Начальник Департамента экономической безопасности МВД России с 6 февраля 2005 по 14 ноября 2006. Начальник Департамента по борьбе с организованной преступностью и терроризмом МВД России с 14 ноября 2006 по ноябрь 2008. Генерал-лейтенант налоговой полиции. Генерал-полковник милиции (2007). Доктор экономических наук (2006).

## Биография
Родился 13 июля 1959 в Липецкой области. 
В 1981 окончил Липецкий политехнический институт по специальности «технология машиностроения, станки и инструменты». В 1994 окончил Российско-американский университет по специальности «коммерция». Доктор экономических наук (2006).
В органах внутренних дел с 1983.
С 1995 по 2000 — начальник налоговой полиции Липецкой области. С 2000 по июнь 2003 — начальник налоговой полиции Московской области.
С июня 2003 по февраль 2005 — начальник Главного управления по налоговым преступлениям МВД России, заместитель директора Федеральной службы по экономическим и налоговым преступлениям. 
С 6 февраля 2005 по 14 ноября 2006 — начальник Департамента экономической безопасности МВД России.
Указом Президента Российской Федерации в 2007 присвоено специальное звание «генерал-полковник милиции».
С 14 ноября 2006 по ноябрь 2008 — начальник Департамента по борьбе с организованной преступностью и терроризмом МВД России. Тогда же в ноябре 2008 был расформирован и Департамент по борьбе с организованной преступностью и терроризмом. Функции упразднённого департамента по борьбе с организованными группами, совершающими убийства и разбой, были переданы в уголовный розыск, а Департаменту экономической безопасности перешли функции по борьбе с организованной преступностью в экономической сфере и борьбой с коррупцией.
После отставки из органов внутренних дел занялся предпринимательской деятельностью. С 2008 по 2011 — вице-президент, член правления Всероссийского банка развития регионов, курировал вопросы организации экономической и внутренней безопасности. С 2011 по 2012 — глава департамента экономической безопасности нефтегазовой компании «Роснефть».

## Семья
Женат. Дочь — супруга генерал-майора полиции Сергея Солопова, начальника управления экономической безопасности и противодействия коррупции Главного управления МВД России по Москве.

## Награды
- Нагрудный знак «Почётный сотрудник налоговой полиции»
- Нагрудный знак «Заслуженный работник МВД СССР»